# Culah
Culah, auch Koolah, war ein Volumenmaß für Getreide auf der Insel Sumatra.
- 1 Culah = 4 Chupahs/Chupaohs (= 225 Pariser Kubikzoll = 3 9/20 Liter[1]) = 4,1292749 Liter[2][3]
- 800 Culahs = 1 Coyang